# Bengle (Talang)
Bengle is een bestuurslaag in het regentschap Tegal van de provincie Midden-Java, Indonesië. Bengle telt 5232 inwoners (volkstelling 2010).